# Кастаньеда, Иван Дарио
Ива́н Да́рио Кастанье́да Сапа́та (исп. Iván Darío Castañeda Zapata; род. 29 апреля 1957 в Медельине) — колумбийский футболист, выступавший в 1970—1980-е годы на позиции нападающего.

## Биография
Иван Кастаньеда родился в 1957 году в Медельине. Начинал играть в футбол в любительских командах. В 1975 году в составе сборной Антьокии стал победителем национального чемпионата среди департаментов, благодаря чему привлёк внимание ведущих профессиональных команд. В том же году стал игроком «Атлетико Насьоналя». В 1976 и 1981 годах становился чемпионом Колумбии. В 1982—1984 годах выступал за «Депортиво Перейру», «Депортес Толиму» и «Индепендьенте Медельин», после чего вернулся в «Атлетико Насьональ». В 1989 году «Атлетико Насьональ» впервые в истории колумбийского футбола стал обладателем Кубка Либертадорес. Кастаньеда уже не был игроком основного состава — команда существенно обновилась. Однако «Чуми» Кастаньеда всё же сыграл в одном матче на групповом этапе — в домашней игре против «Депортиво Кито» (победа 2:1), и также стал победителем турнира. По окончании сезона 1989 Кастаньеда завершил профессиональную карьеру.
Иван Кастаньеда сыграл три матча за сборную Колумбии в 1976—1977 годах.
В 1990-е годы Иван Дарио Кастаньеда уехал жить в США, где живёт по настоящее время.

## Титулы и достижения
- Чемпион Колумбии (2): 1976, 1981
- Вице-чемпион Колумбии (1): 1988
- Обладатель Кубка Либертадорес (1): 1989